# Румынская карпатская овчарка
Румы́нская карпа́тская овча́рка (рум. ciobănesc românesc carpatin) — порода пастушьих собак, выведенная в Румынии, где издавна используется для выпаса скота и охраны стад. Имеет мощный костяк, плотную мускулатуру. Шерсть густая, средней длины. Нрав у собаки агрессивный, порода может применяться в качестве сторожевой.

## История породы
Румынская карпатская овчарка произошла от проживающих в Карпато-Дунайских областях пород, ареалами которых были относительно ограниченные территории. Основным критерием многовекового отбора служили рабочие качества, сохранившиеся и в настоящее время. Первый стандарт этой породы был написан в 1934 году румынским национальным институтом зоотехники и затем обновлялся в 1982, 1999 и 2001 годах Румынской ассоциацией кинологов (RCA).
В 1985 году в Румынии было зарегистрировано порядка 190 представителей породы.
В 2005 году румынская карпатская овчарка на предварительной основе была признана Международной кинологической федерацией (FCI) и отнесёна к группе пастушьих и скотогонных собак, кроме швейцарских скотогонных собак; секции овчарок, а для стандарта, разработанного FCI, техническим комитетом RCA был адаптирован стандарт 2002 года. Спустя десять лет порода была признана FCI на постоянной основе.
В 2006 году порода зарегистрирована американским Объединённым клубом собаководства (UKC) и классифицирована в группу пастушьих собак.

## Внешний вид
Достаточно крупная, ловкая, не тяжёлая и энергичная собака прямоугольного формата, с ярко выраженным половым диморфизмом, кобели крупнее и массивнее, чем суки. Длина черепа немного больше или равна половине длины головы; длина корпуса всегда превышает высоту в холке, при том у сук поясничная часть может быть слегка удлинённой; глубина груди приблизительно равна ½ высоты в холке.
Голова напоминает волчью, череп мощный, но не тяжёлый, лоб широкий и чуть выпуклый, лобная бороздка достаточно длинная и выраженная, переход ото лба к морде умеренный, выглядит не чересчур явным, но и не слишком сглаженным. Мочка носа чёрная, крупная и широкая. Морда мощная, её длина несколько меньше или равна длине черепной части. Челюсти сильные, зубы крупные, прикус ножницеобразный. Глаза миндалевидные, тёмно-корие, слегка косо поставленные. Уши треугольные, посажены выше уровня глаз, висячие, прижаты к скулам.

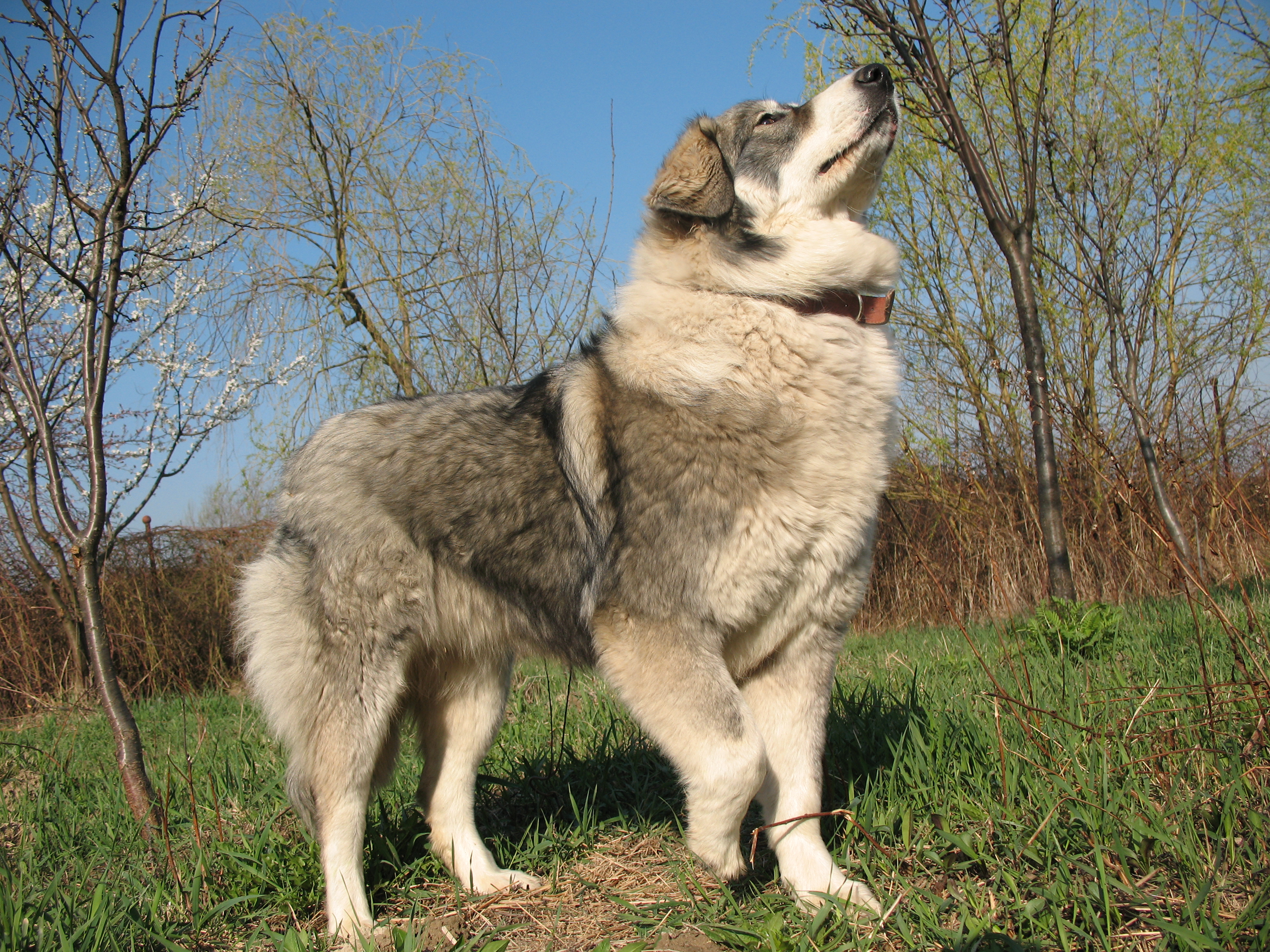

Шея мускулистая, очень сильная, холка не ярко выраженная. Линия верха прямая. Грудь глубокая, умеренно широкая, достигает локтей, рёбра крепкие, довольно изогнутые, но не бочкообразные, живот достаточно подобран. Хвост прямой или саблевидный, покрыт густой шерстью. В состоянии покоя опущен и достигает скакательных суставов, у возбуждённой или находящейся в движении собаки поднимается высоко, иногда выше линии верха, но не закидывается на спину и не сворачивается кольцом.
Передние конечности крепкие, с короткими, немного наклонными пястями. Лапы овальные, массивные и компактные. Задние конечности также крепкие, мускулистые, с правильными углами сочленений. Лапы немного меньше передних, овальные, компактные, пальцы сводистые и собранные в комок, подушечки прочные и эластичные. Прибылые пальцы удаляются, за исключением стран, в которых подобные процедуры запрещены законом.
Шерсть довольно грубая, плотная и прямая, с плотным мягким подшёрстком, умеренной длины, кроме участков на голове и передней части конечностей, где она короткая и прилегающая. На шее, тыльной стороне конечностей и хвосте шерсть более длинная. Окрас белый, чёрный, рыжий, зонарно-серый (волчий) и различные их сочетания с основным белым фоном.
Идеальная высота в холке кобелей — 65—73 см, сук — 59—67 см. Вес должен быть в гармонии с размером, чтобы румынская карпатская овчарка производила впечатление мощной, но не тяжёлой собаки.

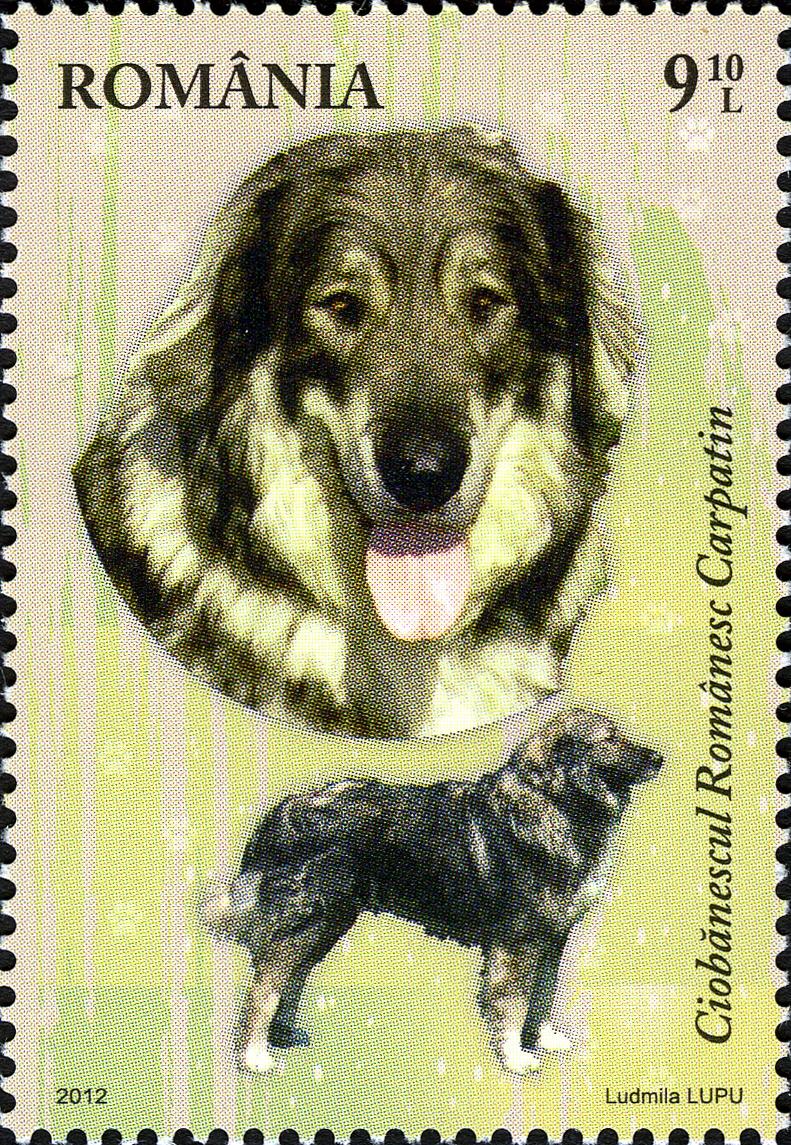

## Темперамент
Верная, надёжная, беспредельно преданная румынская карпатская овчарка обладает уверенным поведением и спокойным, уравновешенным характером. Способна защитить своего хозяина и стадо от медведя, волка и рыси, на своей территории агрессивна в отношении незнакомцев.